# Psychotria konguensis
Psychotria konguensis är en måreväxtart som beskrevs av William Philip Hiern. Psychotria konguensis ingår i släktet Psychotria och familjen måreväxter. Inga underarter finns listade i Catalogue of Life.